# 5e corps SS de montagne
Le 5e corps SS de montagne ou "V. Waffen-Gebirgs-Armeekorps der SS" est un corps d'armée de la Waffen SS, actif pendant la Seconde Guerre mondiale.

## Historique
Le V. Waffen-Gebirgs-Armeekorps der SS est créé le 21 avril 1943 à Berlin en Allemagne (pour l'état-major) et Miliwitz près de Prague (pour la troupe)
Cette formation de la Waffen-SS est envoyée en septembre 1943 en Yougoslavie, à Mostar, pour combattre les partisans de Tito sous le commandement de la 2. Panzerarmee, Heeresgruppe F et Heeresgruppe G, d'octobre 1943 à décembre 1944.

En décembre 1944, il est toujours à Mostar, et passe aux ordres directs du Heeresgruppe E, lui-même soumis au Heeresgruppe F.

En février 1945, il quitte Mostar et est transféré au front de la rivière Oder. Passé aux ordres de la 9. Armee du Heeresgruppe Weichsel, il change de nom et devient le V. SS-Freiwilligen Gebirgs-Korps.

Il est alors placé en défense autour de Francfort-sur-l'Oder, et prend, plus tard, part à la bataille de Berlin.

## Commandants successifs
- 21 avril 1943-21 septembre 1944(†) : SS-Obergruppenführer Arthur Phleps (de)
- 21 avril 1944-1er octobre 1944 : SS-Brigadeführer Carl von Oberkamp (de)
- 1er mars 1945-8 mai 1945 : SS-Obergruppenführer Friedrich Jeckeln

## Chefs d'état major
- 1er juillet 1943-15 janvier 1944 : SS-Brigadeführer Otto Kumm
- 15 janvier 1944-25 juin 1944 : SS-Oberführer Dr Gustav Krukenberg
- juin 1944-septembre 1944 : SS-Obersturmbannführer Baldur Keller
- septembre 1944-octobre 1944 : SS-Obersturmbannführer Walter Harzer (de)
- octobre 1944-janvier 1945 : SS-Obersturmbannführer Rainer Kriebel (de)
- janvier 1945-mai 1945 : Oberstleutnant Hans-Werner Müller

## Ordre de bataille

### 26 décembre 1943 - Croatie
- 7. Division SS-Gebirgs "Prinz Eugen"
- 181. Infanterie-Division
- 369. Infanterie-Division
- 118. Division Jäger
- 1. Gebirgs-Division

### 16 septembre 1944 - Croatie
- 7. Division SS-Gebirgs "Prinz Eugen"
- 369. Infanterie-Division
- 118. Division Jäger
- 13. SS-Gebirgs-Polizei-Regiment 18

### 1ermars 1945- Allemagne
- 391e division de sécurité
- 32e division SS 30. Januar
- Divisionsstab Regemer
- Festung Frankfurt